# Kinect
Kinect (codenaam: Project Natal), is een "spel- en ontspanningservaring zonder controller" van Microsoft voor Xbox 360 en Xbox One.
Kinect bestaat uit een camera en bijbehorende software, waarmee de spelcomputer zonder controller is te besturen. Het is gebaseerd op een extra accessoire waarmee interactie mogelijk is door middel van gebaren die gemaakt worden met het volledige lichaam, gesproken tekst of door voorwerpen te laten 'zien' aan de camera van het accessoire. Het doel van Kinect is een breder publiek te betrekken. Microsoft bevestigde op 17 augustus 2010 dat Kinect op 4 november in Noord-Amerika en op 10 november in Europa beschikbaar zou zijn.
Kinect kan gezien worden als een concurrent van de Wii en PlayStation Move.

## Techniek
Uit onderzoek blijkt dat de Kinect niet met het Time of Flight-principe werkt. De infraroodbron in de Kinect bestraalt de omgeving met een bekend infrarood puntenpatroon, welke door de infraroodcamera gemeten kan worden. Door patroonherkenning op de punten en triangulatie tussen de bron en de ontvanger is de diepte te meten. Bij PrimeSense, het bedrijf dat de techniek achter Kinect heeft ontworpen, wordt ook gesproken over "LightCoding"-techniek in plaats van Time of Flight.
De infraroodcamera van 1,3 megapixels is voorzien van een zender en sensoren die volgens het hierboven vermelde "LightCoding"- of "Structured Light"-principe de afstand van objecten kan meten.  Met de ontvangen data worden de objecten in lagen opgebouwd op de z-as en ontstaat er een dieptemap van het gebied. Volgens specificatie zouden bij een framerate van 60 frames per seconde 3D-bewegingen van 1 cm geregistreerd worden. De Zcam van PrimeSense/3DV Systems wordt sinds de overname in maart 2009 van 3DV Systems door Microsoft in Kinect toegepast.

## Mogelijkheden
De software van Kinect is in staat tot complexe gebaarherkenning, spraak- en gezichtsherkenning. De spraakherkenning kwam in de lente van 2011 in Nederland en Vlaanderen beschikbaar. Het is mogelijk het 'skelet' van maximaal vier personen tegelijk te herkennen. Hierbij kunnen niet alleen hand en armgebaren herkend worden, maar kan volledige lichaamsbeweging gedetecteerd worden. Afhankelijk van de afstand tot de 'camera' kunnen zelfs individuele vingers herkend worden.
Op de E3 in Los Angeles van 2009 werd een uitgebreide demonstratie gegeven waarbij bijvoorbeeld Breakout gespeeld werd. Hierbij diende het volledige lichaam als balk om de ballen terug te laten stuiteren. In een andere demo was zichtbaar hoe er door middel van gooibewegingen verfballen tegen een muur werden aangegooid, hierbij kon dankzij spraakherkenning de gewenste kleur worden gekozen.
Officiële spellen die gebruikmaken van Kinect zijn onder andere Fable III en Ghost Recon: Future Soldier.

## Naamswijziging
Kinect werd voorheen met 'Project Natal' aangeduid, dit was echter de codenaam van het project rondom het product Kinect. Eerder werd al gespeculeerd over Wave maar hier is later toch niet voor gekozen. Kinect staat voor kinetische energie, dat wil zeggen energie die je opwekt door te bewegen. Ook is het woord "connect" in de naam verweven, omdat je met Kinect makkelijker met iedereen in contact zou kunnen komen.

## Kinect gehackt
Drie uur nadat Kinect op de Europese markt was verschenen, werd het gehackt door Héctor Martín Cantero, dit na een oproep door het bedrijf Adafruit, dat een beloning van 3.000 dollar had uitgeloofd voor de eerste persoon die Kinect zou kraken.
Hierna duurde het niet lang voordat de eerste hacks op het internet verschenen.